# Masacre de Homfreyganj
La masacre de Homfreyganj fue una masacre de presuntos espías durante la Segunda Guerra Mundial en las Islas Andamán ocupadas.
El 30 de enero de 1944, los japoneses mataron a 44 civiles indios sospechosos de espionaje. Todos fueron asesinados a quemarropa. La mayoría de las víctimas eran miembros de la Liga de la Independencia India.
En el momento de la masacre, las Islas Andamán estaban técnicamente bajo el control del Azad Hind, aunque, de hecho, los japoneses controlaban tácitamente el territorio. A pesar de la falta de autoridad práctica, el gobierno del Azad Hind fue acusado a menudo de "fallar a su pueblo".

## Antecedentes
Las Islas Andamán, aunque formaban parte de la India británica, fueron ocupadas por los japoneses sin resistencia. Los japoneses mantuvieron una fuerte guarnición en las islas hasta el final de la Segunda Guerra Mundial. Querían utilizar las Islas Andamán como un puesto de avanzada estratégico en el borde oriental del Océano Índico y utilizarlo como base naval. Los japoneses querían evitar que los británicos utilizaran las islas como base naval y aérea para atacar la línea de suministro marítimo entre Singapur y Rangún. También tenían la intención de utilizar las islas para establecer una base de hidroaviones para patrullar el golfo de Bengala. Los británicos también vieron que las islas tenían valor militar, especialmente porque podían lanzar ataques aéreos e invasiones contra Birmania y Malasia (ambas ocupadas por Japón). Esto llevó a un interés cercano y ataques navales.

## Invasión japonesa
A principios de 1942, las islas tenían una población de alrededor de 40.000 habitantes, algunos de los cuales (3.000-5.000) eran indígenas y el resto eran varios cientos de europeos e indios. Previamente, los japoneses tuvieron un éxito abrumador en Malasia y Singapur. Esto condujo a una reevaluación de la defensa de las Islas Andamán y del pueblo. Se decidió que las islas eran indefendibles. El 10 de marzo de 1942, los sacerdotes hindúes indios, las mujeres británicas y los niños británicos fueron evacuados. Dirigidos por el capitán Kawasaki Harumi, los japoneses enviaron una gran fuerza de invasión procedente de Penang. Llegaron a Port Blair el 23 de marzo de 1942. Los invasores desembarcaron tanto en la isla de Ross como en Port Blair, y también se enviaron destacamentos a otras zonas pobladas de las islas, como Port Cornwallis. Aunque no hubo resistencia armada a los invasores, los japoneses fueron salvajes. Arrestaron a ocho altos funcionarios en Port Blair y los obligaron a cavar pozos hasta que solo se veían sus cabezas. Una vez que terminaron, fueron apuñalados y fusilados. En otra atrocidad, un inglés fue decapitado públicamente porque se comunicó con uno de sus empleados al ser arrestado. Otros funcionarios y oficiales británicos fueron detenidos y enviados a Singapur, donde pasaron el resto de la guerra en las cárceles de Changi o Sime Road. Los japoneses también utilizaron a muchas mujeres locales como "mujeres de consuelo". Hasta agosto de 1945, murieron hasta 30.000 de los 40.000 habitantes.

## Ocupación japonesa
Los japoneses establecieron una base de hidroaviones en Port Blair y las fuerzas terrestres se agruparon alrededor de Port Blair y la isla de Ross. A menudo patrullaban buscando enemigos en pequeñas lanchas a motor, pero sus ruidosos vehículos a menudo dejaban clara su presencia. También hubo muchas búsquedas de aviones, pero nunca se detectó actividad enemiga. Querían sacar provecho político de su ocupación dando la impresión de transferir la administración de las Islas Andamán al Movimiento de Independencia de la India (Azad Hind). Sin embargo, los japoneses conservaron todo su poder. El líder indio Subhas Chandra Bhose visitó Port Blair en 1943 y las islas recibieron gobernadores designados por él, así como nuevos nombres. En realidad, la Armada Imperial Japonesa no entregó ninguna autoridad al Azad Hind. Durante su viaje, los japoneses seguían arrestando y torturando a miembros del Azad Hind. Después de que Bhose se fuera, el 30 de enero de 1944, 44 indios, la mayoría de ellos parte de la Liga de la Independencia de la India, fueron acusados de espiar y fusilados en lo que se conoció como la masacre de Homfreyganj. En realidad, la Armada Japonesa no entregó ninguna autoridad al Azad Hind.

## Consecuencias
Las peores atrocidades quedaron para el final. La comida se hizo cada vez más escasa, por lo que los japoneses decidieron deshacerse de los viejos y desempleados. El 13 de agosto de 1945, 300 indios fueron cargados en 3 botes que fueron llevados a una isla deshabitada. Cuando los barcos estaban a varios cientos de metros de la playa, se vieron obligados a saltar al océano. Alrededor de 1/3 de ellos se ahogaron, y los que llegaron a tierra murieron de hambre. Solo 11 estaban vivos cuando llegaron los rescatistas británicos 6 semanas después. Al día siguiente, 800 civiles fueron llevados a otra isla deshabitada donde los dejaron en la playa. 19 japoneses desembarcaron y dispararon o bayonetaron hasta el último de ellos. Más tarde, llegaron tropas para quemar y enterrar todos los cadáveres.